# Parankylopteryx polysticta
Parankylopteryx polysticta is een insect uit de familie van de gaasvliegen (Chrysopidae), die tot de orde netvleugeligen (Neuroptera) behoort. 
Parankylopteryx polysticta is voor het eerst wetenschappelijk beschreven door Navás in 1910.